# Puchar Polski w piłce nożnej (1996/1997)
Puchar Polski w piłce nożnej mężczyzn 1996/1997 – 43. edycja rozgrywek mających na celu wyłonienie zdobywcy Pucharu Polski, który uzyskał tym samym prawo gry w I rundzie Pucharu Zdobywców Pucharów w sezonie 1997/1998. Mecz finałowy odbył się na Stadionie ŁKS-u w Łodzi.
Tytuł zdobyła Legia Warszawa, dla której był to dwunasty tryumf w historii klubu.

## Runda wstępna –3 lipca1996
Hetman Orchowo – Pogoń Zduńska Wola 0-5
Orkan Sochaczew – Okęcie Warszawa 1-3
Dyskobolia Grodzisk Wielkopolski – Orzeł Biały Wałcz 4-2
Górnik Polkowice – KemBud Jelenia Góra 2-3
Obra Kościan – LKS Jankowy 4-0
LKS Terespol – Pogoń Siedlce 0-5
Victoria Jaworzno – Odra Opole 5-3
Pogoń Lębork – Goplania Inowrocław 3-0 (wo)
Morcinek Kaczyce – Wawel Kraków 0-8

## I runda –24 lipca1996
Polonia Elbląg –  Warmia Olsztyn 0-3
Błękitni Kielce – Ceramika Opoczno 0-6
LKS Zawada Nowy Sącz – Tłoki Stal Gorzyce 0-2
Lubuszanin Drezdenko – Okęcie Warszawa 1-0
Włókniarz Białystok – Wigry Suwałki 1-2, po dogr.
Pogoń Siedlce – ŁKS Łomża 3-1
LKS Kolbudy – Pogoń Lębork 1-2
Mławianka Mława – Elana Toruń 5-3, po dogr.
Gwardia Koszalin – Dyskobolia Grodzisk Wielkopolski 1-0
KemBud Jelenia Góra – Hutnik Szczecin 2-1, po dogr.
Zadrzew Zawadówka –  Górnik Łęczna 0-7
Piast Czerwieńsk – Obra Kościan 1-2
MKS Przasnysz – MKS Kutno 0-2
Pogoń Zduńska Wola –  Mień Lipno 1-2, po dogr.
MZKS Kozienice – Start Łódź 2-2, k. 3-4
Victoria Jaworzno – Wawel Kraków 3-2
Sparta Ziębice – Moto Jelcz Oława 2-2, k. 4-3
Raków II Częstochowa – Wisłoka Dębica 4-1
Polonia Przemyśl – Stal Sanok 2-1
Łada Biłgoraj –  Stal Rzeszów 1-3

## II runda –7 sierpnia1996
Ceramika Opoczno –  Wisła Kraków 2-3
Warmia Olsztyn – Polonia Warszawa 0-2
Mień Lipno –  Miedź Legnica 0-2
Wigry Suwałki – Jeziorak Iława 0-2
Start Łódź – Naprzód Rydułtowy 3-1
Hutnik Warszawa – Krisbut Myszków 0-3
Motor Lublin – Okocimski KS Brzesko 0-1
Pogoń Siedlce – KSZO Ostrowiec Świętokrzyski 1-0
Stal Rzeszów – Avia Świdnik 4-0
Victoria Jaworzno – RKS Radomsko 2-0
Tłoki Stal Gorzyce – Cracovia 0-2
Raków II Częstochowa – Polonia Bytom 1-0, po dogr. 
Sparta Ziębice – Odra Wodzisław 1-2
Pogoń Lębork – Zawisza Bydgoszcz 1-3
Karkonosze Jelenia Góra –  Szombierki Bytom 0-1, po dogr. 
Polonia Gdańsk – Górnik Konin 0-2
Bałtyk Gdynia – Varta Namysłów 0-2
Gwardia Koszalin – Stilon Gorzów Wielkopolski 1-2, po dogr. 
Warta Poznań – Chrobry Głogów 3-2 (Adamski 8' Tierlig 62' 68' - Przybyłowski 22'  Woźniak 90')
Ślęza Wrocław – Lechia Zielona Góra 0-1
Mławianka Mława – Petrochemia Płock 2-4, po dogr.
Górnik Łęczna – Unia Tarnów 0-3
MKS Kutno – Świt Nowy Dwór Mazowiecki 0-1
KS Lublinianka – Stal Stalowa Wola 1-3, po dogr.
Jagiellonia Białystok – Pomezania Malbork  2-2, k. 5-4
Lubuszanin Drezdenko – Chemik Police 2-1, po dogr.
Polonia Przemyśl – Hetman Zamość 2-3
Obra Kościan – Ruch Chorzów 0-3

## III runda –21 sierpnia1996
Cracovia – Odra Wodzisław 0-1
Hetman Zamość – Świt Nowy Dwór Mazowiecki 3-0
Victoria Jaworzno – Wisła Kraków 1-2
Okocimski KS Brzesko – Krisbut Myszków 0-2
Stal Rzeszów – Unia Tarnów 2-1, po dogr.
Raków II Częstochowa – Stal Stalowa Wola 1-1, k. 3-1
Pogoń Siedlce – Polonia Warszawa 0-6
Jagiellonia Białystok – Jeziorak Iława 0-2
Miedź Legnica – Szombierki Bytom 5-2
Start Łódź – Zawisza Bydgoszcz 2-3
Górnik Konin – Petrochemia Płock 0-1
Lubuszanin Drezdenko – Lechia Zielona Góra 3-0
Warta Poznań – Stilon Gorzów Wielkopolski 0-1
Varta Namysłów – Ruch Chorzów 0-2

## IV runda –28–29 września1996
Siarka Tarnobrzeg –  Odra Wodzisław 1-2, po dogr.
Hetman Zamość – Sokół Tychy 4-2
Lechia/Olimpia Gdańsk – Polonia Warszawa 1-4, po dogr.
Krisbut Myszków –  Zagłębie Lubin 0-1
Stal Rzeszów – Raków Częstochowa 0-1
Raków II Częstochowa – GKS Katowice 0-4, po dogr.
Wisła Kraków – ŁKS Łódź 1-0
Jeziorak Iława – Legia Warszawa 1-3, po dogr.
Miedź Legnica – Górnik Zabrze 3-4
Zawisza Bydgoszcz – Stomil Olsztyn 0-3
Petrochemia Płock – GKS Bełchatów 5-3, po dogr.
Lubuszanin Drezdenko – Amica Wronki 0-5
Stilon Gorzów Wielkopolski – Widzew Łódź 0-3
Ruch Chorzów – Śląsk Wrocław 3-2, po dogr.
Stal Mielec – Hutnik Kraków 4-2
Pogoń Szczecin – Lech Poznań 1-1, k. 4-3

## 1/8 finału
Mecze zostały rozegrane 13 listopada 1996.
Hetman Zamość – Wisła Kraków 1:0 (Prokop 85')

Petrochemia Płock – Stomil Olsztyn 4:0 (Podolski 18' Małocha 27' 36' Remień 60'k.)

Ruch Chorzów – Polonia Warszawa 1:0 (M.Bąk 73')

Stal Mielec – Odra Wodzisław Śląski 0:4 (Zagórski 11' Szewczyk 51' Paluch 70' 83')

GKS Katowice – Zagłębie Lubin 3:0 (Węgrzyn 26' Ledwoń 50' Furtok 78')

Pogoń Szczecin – Amica Wronki 4:0 (Niciński 46' 58' Moskalewicz 60' Faltyński 77')

Legia Warszawa – Górnik Zabrze 1:0 (Solnica 45')

Widzew Łódź – Raków Częstochowa 5:1 (Majak 32' Dembiński 40' 76' Bajor 51' Citko 83' - Magiera 21')

## Ćwierćfinały
Mecze zostały rozegrane 16 kwietnia 1997.
Petrochemia Płock – Widzew Łódź 2:3 (Gocejna 33' Małocha 43' - Majak 42' Citko 61'k. Miąszkiewicz 65')

GKS Katowice – Hetman Zamość 4:0 (Wojciechowski 16' Karwan 20' Szczygieł 48' Pikuta 87')

Odra Wodzisław Śląski – Ruch Chorzów 3:2 (Paluch 9' M.Staniek 35' 81' - Mizia 2'k. Siemianowski 17')

Legia Warszawa – Pogoń Szczecin 4:1 (Sokołowski I 5' Kucharski 52' 60' Czykier 77'k. - Piotrowski 35')

## Półfinały
Mecze zostały rozegrane 14 maja 1997.
Legia Warszawa – Odra Wodzisław Śląski 3:0 (Staniek 18'k. Kucharski 33' Czykier 47')

GKS Katowice – Widzew Łódź 2:0 (Bała 3' Kucz 41')

## Finał
| 29 czerwca 1997 17:00 | Legia Warszawa · Czereszewski 41' · Sokołowski 86' | 2:01:0Raport | GKS Katowice | Stadion ŁKS-u Łódź, Łódź Widzów: 4 000 Sędzia: Zbigniew Przesmycki (Poznań) |
|                       |                                                    |              |              |                                                                             |

| Puchar Polski w piłce nożnej 1996/1997 Zwycięzcy |
| ------------------------------------------------ |
| Legia Warszawa 12. Tytuł                         |